# Elecciones a la Asamblea de Melilla de 2015
Las elecciones a la Asamblea de Melilla de 2015, que dieron lugar al inicio del VI mandato desde el Estatuto de Autonomía de Melilla, se celebraron el 24 de mayo de 2015, en el marco de las elecciones autonómicas de España de 2015. Se eligieron 25 representantes. Juan José Imbroda es reelecto nuevamente como Presidente de Melilla, esta vez con el apoyo del PP y el PPL, ya que el PP en esta elección pierde la mayoría absoluta que ostentaba desde hace 12 años. 

## Resultados
Para optar al reparto de escaños la candidatura debe obtener al menos el 5% de los votos válidos emitidos.
| ← Elecciones a la Asamblea de Melilla de 2015 → |                                          |                                    |        |        |         |     |
| Presidente y gobierno | Partido                                  | Candidato                          | Votos  | %      | Escaños | +/- |
| - Presidente: Juan José Imbroda Ortiz - Gobierno: PP - Censo: 57.694 - Votantes: 32.393 (56,16%) - Abstención: 25.301 (43,85%) - Válidos: 31.994 (98,77%) - A candidatura: 31.680 (99,02%) | Partido Popular de Melilla (PP)          | Juan José Imbroda Ortiz            | 13.654 | 42,80% | 12      | -3  |
| - Presidente: Juan José Imbroda Ortiz - Gobierno: PP - Censo: 57.694 - Votantes: 32.393 (56,16%) - Abstención: 25.301 (43,85%) - Válidos: 31.994 (98,77%) - A candidatura: 31.680 (99,02%) | Coalición por Melilla (CpM)              | Mustafa Hamed Moh Mohamed Aberchán | 8.445  | 26,47% | 7       | +1  |
| - Presidente: Juan José Imbroda Ortiz - Gobierno: PP - Censo: 57.694 - Votantes: 32.393 (56,16%) - Abstención: 25.301 (43,85%) - Válidos: 31.994 (98,77%) - A candidatura: 31.680 (99,02%) | Partido Socialista Obrero Español (PSOE) | Gloria Rojas Ruiz                  | 4.013  | 12,58% | 3       | +1  |
| - Presidente: Juan José Imbroda Ortiz - Gobierno: PP - Censo: 57.694 - Votantes: 32.393 (56,16%) - Abstención: 25.301 (43,85%) - Válidos: 31.994 (98,77%) - A candidatura: 31.680 (99,02%) | Ciudadanos-Partido de la Ciudadanía (Cs) | Eduardo de Castro González         | 2.154  | 6,75%  | 2       | +2  |
| - Presidente: Juan José Imbroda Ortiz - Gobierno: PP - Censo: 57.694 - Votantes: 32.393 (56,16%) - Abstención: 25.301 (43,85%) - Válidos: 31.994 (98,77%) - A candidatura: 31.680 (99,02%) | Partido Populares en Libertad (PPL)      | Paz Velázquez Clavarana            | 1.734  | 5,44%  | 1       | -1  |
| - Presidente: Juan José Imbroda Ortiz - Gobierno: PP - Censo: 57.694 - Votantes: 32.393 (56,16%) - Abstención: 25.301 (43,85%) - Válidos: 31.994 (98,77%) - A candidatura: 31.680 (99,02%) |                                          |                                    |        |        |         |     |
| - Presidente: Juan José Imbroda Ortiz - Gobierno: PP - Censo: 57.694 - Votantes: 32.393 (56,16%) - Abstención: 25.301 (43,85%) - Válidos: 31.994 (98,77%) - A candidatura: 31.680 (99,02%) | Podemos                                  | Gema Carolina Aguilar Maraver      | 829    | 2,60%  | 0       | =   |
| - Presidente: Juan José Imbroda Ortiz - Gobierno: PP - Censo: 57.694 - Votantes: 32.393 (56,16%) - Abstención: 25.301 (43,85%) - Válidos: 31.994 (98,77%) - A candidatura: 31.680 (99,02%) | Unión Progreso y Democracia (UPyD)       | Emilio Guerra                      | 352    | 1,10%  | 0       | =   |
| - Presidente: Juan José Imbroda Ortiz - Gobierno: PP - Censo: 57.694 - Votantes: 32.393 (56,16%) - Abstención: 25.301 (43,85%) - Válidos: 31.994 (98,77%) - A candidatura: 31.680 (99,02%) | Izquierda Unida (IU)                     | Daniel Pérez                       | 248    | 0,78%  | 0       | =   |
| - Presidente: Juan José Imbroda Ortiz - Gobierno: PP - Censo: 57.694 - Votantes: 32.393 (56,16%) - Abstención: 25.301 (43,85%) - Válidos: 31.994 (98,77%) - A candidatura: 31.680 (99,02%) | Equo Melilla                             | Manuel Soria                       | 194    | 0,61%  | 0       | =   |
| - Presidente: Juan José Imbroda Ortiz - Gobierno: PP - Censo: 57.694 - Votantes: 32.393 (56,16%) - Abstención: 25.301 (43,85%) - Válidos: 31.994 (98,77%) - A candidatura: 31.680 (99,02%) | En blanco                                | n/a                                | 314    | 0,98%  | n/a     | n/a |

| Candidato         | Fecha                                                   | Voto  |    |   |   |   | PPL | Total |
| ----------------- | ------------------------------------------------------- | ----- | -- | - | - | - | --- | ----- |
| Juan José Imbroda | 13 de junio de 2015 Mayoría requerida: Absoluta (13/25) | Sí    | 12 |   |   |   | 1   | 13/25 |
| Juan José Imbroda | 13 de junio de 2015 Mayoría requerida: Absoluta (13/25) | No    |    | 7 | 3 | 2 |     | 12/25 |
| Juan José Imbroda | 13 de junio de 2015 Mayoría requerida: Absoluta (13/25) | Abst. |    |   |   |   |     | 0/25  |